# Épenède
Épenède ist ein Ort und eine Gemeinde mit 191 Einwohnern (Stand 1. Januar 2022) im westfranzösischen Département Charente in der Region Nouvelle-Aquitaine. Zur Gemeinde gehören  mehrere Einzelgehöfte.

## Lage
Der Ort Épenède liegt in einer Höhe von etwa 168 m ü. d. M. im Norden des Départements Charente in der alten Kulturlandschaft des südlichen Poitou bzw. des nördlichen Angoumois, einem Teil der Landschaft der Charente. An der südwestlichen Gemeindegrenze verläuft der Fluss Transon. Der Ort befindet sich etwa 67 km (Fahrtstrecke) nordöstlich der Stadt Angoulême; bis nach Poitiers sind es rund 66 km in nördlicher Richtung. Die Kleinstadt Confolens ist nur etwa 12 km entfernt.

## Bevölkerungsentwicklung
| Jahr      | 1800 | 1851 | 1901 | 1954 | 1999 | 2013 |
| Einwohner | 510  | 586  | 468  | 350  | 209  | 221  |

Der kontinuierliche Rückgang der Bevölkerungszahlen seit dem ausgehenden 19. Jahrhundert ist im Wesentlichen auf den Verlust an Arbeitsplätzen infolge der Reblauskrise im Weinbau und der zunehmenden Mechanisierung der Landwirtschaft zurückzuführen.

## Wirtschaft
Der Ort und seine Umgebung waren jahrhundertelang landwirtschaftlich geprägt; die meisten Menschen lebten als Selbstversorger von ihren Feldern und Gärten. Im ausgehenden Mittelalter und in der frühen Neuzeit wurde der Weinbau vorangetrieben, der jedoch – nach der Reblauskrise im ausgehenden 19. und beginnenden 20. Jahrhundert – nahezu eingestellt wurde und bis heute, trotz seiner Lage in den Bon Bois der Weinbauregion Cognac, seine ehemalige Bedeutung nicht wiedererlangt hat. Seit den 1960er Jahren spielt der Tourismus in Form der Vermietung von Ferienwohnungen (gîtes) eine nicht unbedeutende Rolle im Wirtschaftsleben der Gemeinde.

## Geschichte
Aus römischer oder gallorömischer Zeit sind keine Funde bekannt. Das ehemals zur historischen Provinz des Poitou gehörende Gebiet wurde im 11. oder 12. Jahrhundert von den Grafen von Angoulême annektiert. Die um das Jahr 1200 entstandene Kirche gehörte zu einem Vikariat des Bistums Poitiers; sie wurde durch die Abtei Charroux verwaltet. Über Zerstörungen in der Zeit des Hundertjährigen Krieges (1337–1453) oder der Hugenottenkriege (1562–1598) ist nichts bekannt; im Verlauf  der Französischen Revolution wurde die Kirche in Brand gesetzt.

## Sehenswürdigkeiten

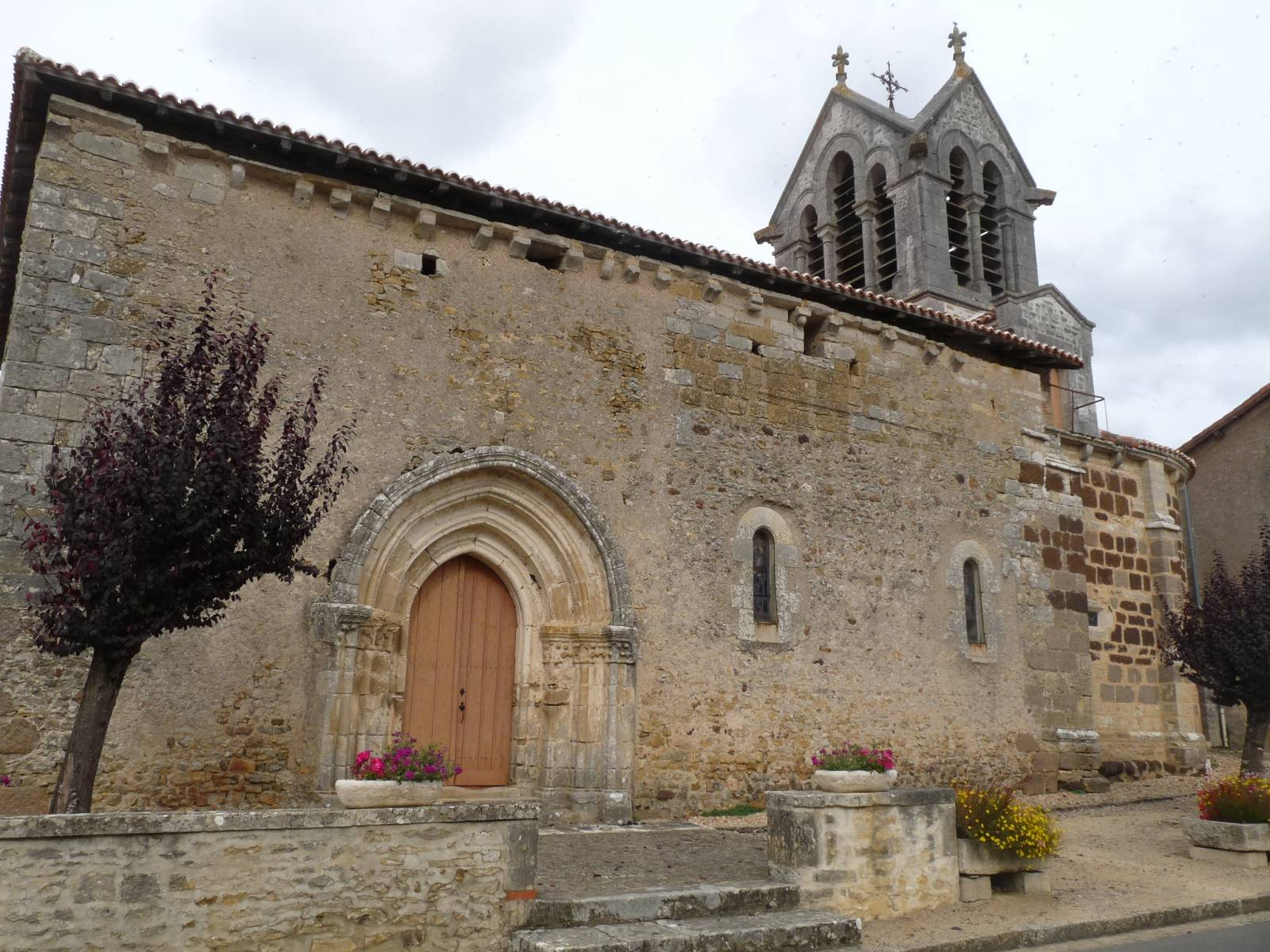
Kirche Saint-Hilaire

Die großenteils aus Bruchsteinen gemauerte Pfarrkirche Saint-Hilaire ist einschiffiger Bau des ausgehenden 12. oder beginnenden 13. Jahrhunderts. Das Kirchenschiff verlor durch ein Feuer in den Revolutionsjahren sein Gewölbe, das im Jahr 1846 durch eine Holzdecke ersetzt wurde. Der Glockenturm stammt aus dem Jahr 1875. Der Kirchenbau ist seit dem Jahr 1965 als Monument historique anerkannt.